# Julián Ganzábal
Julián Ganzábal (Buenos Aires, 25 agosto 1946) è un ex tennista argentino.

## Carriera
Nei tornei dello Slam il risultato migliore è stato il terzo turno raggiunto durante il Roland Garros 1976 dove è stato eliminato da Manuel Orantes. Ha raggiunto tre semifinali nel circuito principale: Buenos Aires 1972 sconfitto in cinque set da Karl Meiler, Firenze 1974 sconfitto da Adriano Panatta e Berlino 1976 eliminato da Víctor Pecci.
Ha fatto parte della squadra argentina di Coppa Davis dal 1967 al 1976 ottenendo sedici successi a fronte di nove sconfitte.
Conclusa la carriera agonistica ha seguito come allenatore il fratello Alejandro che ha raggiunto a sua volta la top-100 mondiale.

## Statistiche

### Doppio

#### Finali perse (1)
| Numero | Anno | Torneo                | Superficie  | Compagno     | Avversari in finale          | Punteggio          |
| 1.     | 1974 | Dutch Open, Hilversum | Terra rossa | Lito Álvarez | Tito Vázquez Guillermo Vilas | 2–6, 6–3, 1–6, 2–6 |